# Эйхвальд, Юлий Иванович
Юлий Иванович Эйхвальд (нем. Iogann Gotlib Eichwald; 1827, Митава, Курляндская губерния, Российская империя — 1900, Санкт-Петербург, Российская империя) — российский горный инженер, начальник Алтайского горного округа в 1871—1882 годах.

## Биография
Юлий Эйхвальд родился 1 (13) августа 1827 года в Митаве. Его братьями были Адольф-Густав (1826—1886; заведующий Беловежской пущей), Карл-Эдуард (медик), Себастьян-Эдуард (1833—?). Эйхвальд окончил Горный институт в 1846 году, был направлен в Нерчинский горный округ. В 1863 году занял должность начальника Нерчинских заводов. В 1865 году женился на Аполлинарии Алексеевне Соловьёвой (1840—1897).
В 1866—1871 годах Эйхвальд был профессором кафедры горного и маркшейдерского искусств Горного института. В 1871—1882 годах занимал пост начальника Алтайского горного округа (сменил на этой должности А. Е. Фрезе), с 12 марта 1871 года — действительный статский советник. Был директором Колыванской шлифовальной фабрики. В 1882 году «по расстроенному здоровью» вышел в отставку и вернулся в Петербург. Руководил в Горном институте техническими переводами, состоял членом Минералогического общества, сотрудничал в «Горном журнале».
Эйхвальд написал краткий очерк золотого производства в Нерчинском горном округе. Он умер в Санкт-Петербурге 30 июля (12 августа) 1900 года.

## Награды
- орден Святого Станислава 2-й степени (1866)
- орден Святой Анны 2-й степени с императорской короной (1868)
- орден Святого Владимира 3-й степени (1874)
- орден Святого Станислава 1-й степени (1877)
- орден Святой Анны 1-й степени (1880)